# Головина, Юлия
Ю́лия Головина́ (укр. Юлія Головіна; род. 30 мая 1982 года, Харьков, УССР, СССР) — украинская фигуристка, выступавшая в танцах на льду с Олегом Войко.

## Биография
Юлия Головина встала на коньки в семь лет. Начинала спортивную карьеру в одиночном катании. В тринадцать лет перешла в танцы на льду. На протяжении четырёх сезонов выступала за Россию с Денисом Егоровым. Они заняли четвёртое место в финале юниорского Гран-при (1998) и шестое место — на чемпионате мира среди юниоров (1999).
С 2000 года Головина выступала в паре с Олегом Войко, с которым становилась чемпионкой Украины (2003), участницей Олимпийских игр (2002, 2006), где пара заняла двадцать первое и двадцать третье места соответственно. Лучший результат пары на чемпионатах мира — двадцать первое место, на чемпионатах Европы — пятнадцатое. В 2006 году фигуристка завершила выступления.
На начальном этапе своей карьеры Головина тренировалась в Москве у Елены Чайковской. В Украине занималась под руководством Любови Петуховой и Галины Чуриловой. С 2003 года её тренировал Ринат Фархутдинов в США. Хореографом пары Войко — Головина был Николай Морозов. Известно, что кумирами Юлии в спорте являлись Оксана Грищук и Евгений Платов.
В настоящее время Юлия Головина проживает в Техасе, США. Является хореографом и тренером по фигурному катанию. Сотрудничала с Эмбер Гленн, помогая ей в улучшении качества рёберности катания и линий. Была тренером и хореографом американо-азербайджанской фигуристки Беверли Вуден.

## Результаты
| Соревнования                | 00/01         | 01/02         | 02/03         | 03/04         | 04/05         | 05/06         |
| Международные               | Международные | Международные | Международные | Международные | Международные | Международные |
| --------------------------- | ------------- | ------------- | ------------- | ------------- | ------------- | ------------- |
| Олимпийские игры            |               | 21            |               |               |               | 23            |
| Чемпионат мира              |               |               |               | 22            | 21            | 21            |
| Чемпионат Европы            |               | 18            | 15            | 15            | 16            | 17            |
| Гран-при Китая              |               |               |               |               |               | 8             |
| Гран-при США                |               |               |               | 8             | 6             | 12            |
| Гран-при Японии             |               |               |               | 9             | 7             |               |
| Гран-при России             |               |               | 8             |               |               |               |
| Мемориал Непелы             |               | 1             | 1             |               |               |               |
| Золотой конёк Загреба       |               | 6             | 1             |               |               |               |
| Универсиада                 | 7             |               |               |               | 2             |               |
| Международные среди юниоров |               |               |               |               |               |               |
| Гран-при Чехии              |               | 1             |               |               |               |               |
| Гран-при Нидерландов        |               | 2             |               |               |               |               |
| Национальные                |               |               |               |               |               |               |
| Чемпионат Украины           | 3             | 2             | 1             | 2             | 2             | 2             |

| Соревнования                | 96/97                       | 97/98                       | 98/99                       | 99/00                       |
| Международные среди юниоров | Международные среди юниоров | Международные среди юниоров | Международные среди юниоров | Международные среди юниоров |
| --------------------------- | --------------------------- | --------------------------- | --------------------------- | --------------------------- |
| Чемпионат мира              |                             |                             | 6                           |                             |
| Финал Гран-при              |                             |                             | 4                           |                             |
| Гран-при Норвегии           |                             |                             |                             | 2                           |
| Гран-при Чехии              |                             |                             |                             | 2                           |
| Гран-при Венгрии            |                             |                             | 1                           |                             |
| Гран-при Украины            |                             |                             | 2                           |                             |
| Гран-при Франции            |                             | 3                           |                             |                             |
| Гран-при Болгарии           |                             | 3                           |                             |                             |
| Autumn Trophy               | 6                           |                             |                             |                             |